# Aleksys Churginas
Aleksys Churginas (* 7. Juni 1912 in Jonava; † 4. Mai 1990 in Vilnius) war ein litauischer Dichter und Übersetzer.

## Leben
Nach dem „Aušros“-Gymnasium in Kaunas studierte Churginas von 1931 bis 1936 an der Vytauto Didžiojo universitetas, von 1936 bis 1939 an der Universität Paris und Universität Grenoble in Frankreich. Von 1945 bis 1948 lehrte er ausländische Literatur an der Kauno universitetas.
1929 wurden seine ersten Gedichte gedruckt. Seine Poesie wurde ins Russische übersetzt.
Churginas übersetzte aus Latein, Englisch, Französisch, Russisch, Italienisch, Spanisch, Deutsch, darunter Faust von Goethe (1960 und 1978).

## Bibliografie
- Ugnis, 1946 m.
- Saulės taku, 1947 m.
- Po Spalio žvaigžde, 1950 m.
- Ir tavo širdy, 1970 m.
- Sietuva, 1973 m.
- Sankryža, 1974 m.
- Blyksniai, 1976 m.
- Verdenė, 1978 m.
- Viržių midus, 1981 m.
- Ūkanų krantas, 1983 m.
- Skaidruma, 1984 m.
- Atodūsių tiltas, 1986 m.
- Metai ir mitai, 1989 m.